# Urziceni (gmina)
Urziceni – gmina w Rumunii, w okręgu Satu Mare. Obejmuje miejscowości Urziceni i Urziceni-Pădure. W 2011 roku liczyła 1447 mieszkańców.